# British Academy Television Award de la meilleure actrice

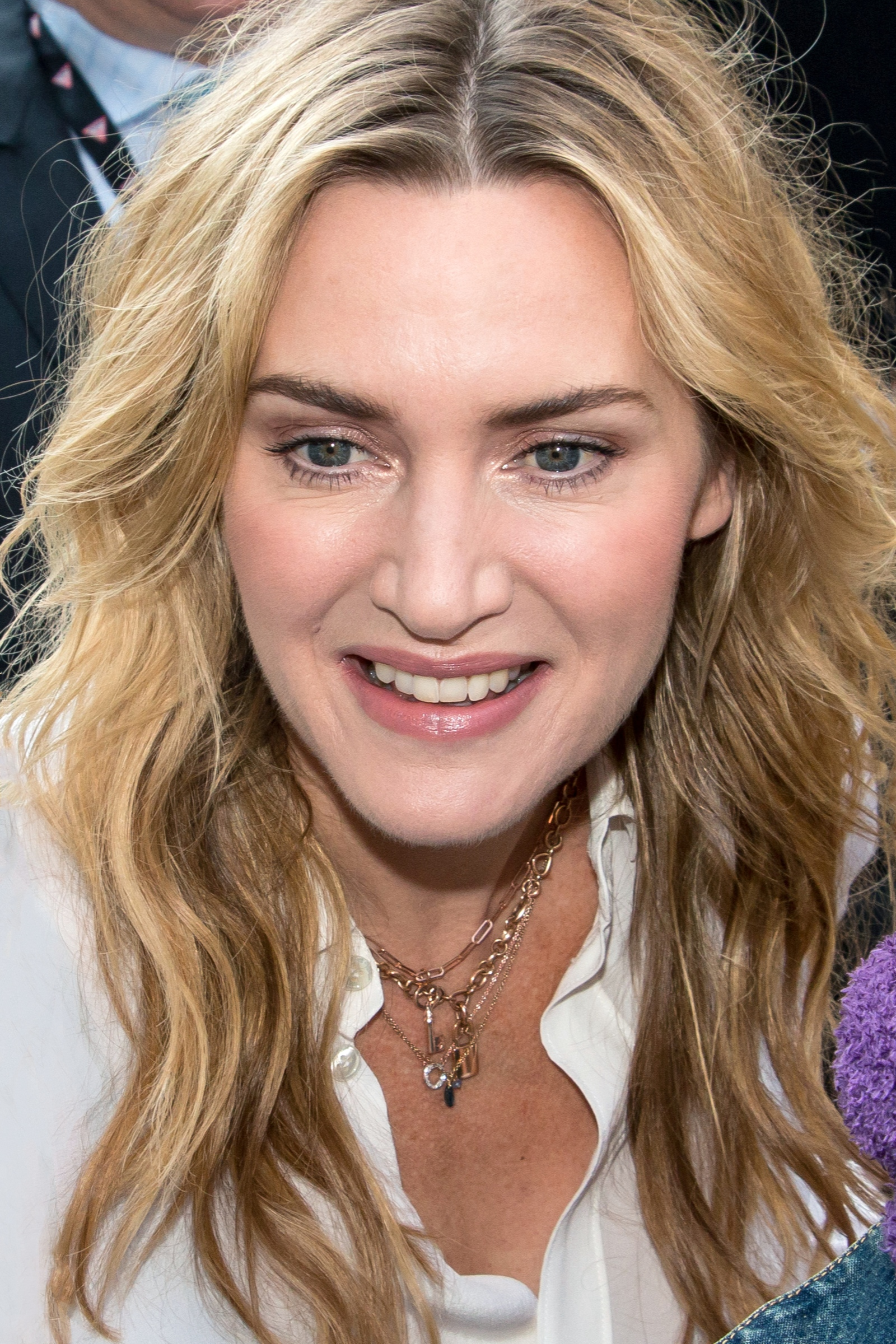
Kate Winslet au festival Toronto International Film Festival en 2017

Le British Academy Television Award de meilleure actrice (British Academy Television Award for Best Actress) est une récompense de la télévision britannique décernée depuis 1954 par la British Academy of Film and Television Arts (BAFTA) lors de la cérémonie annuelle des British Academy Television Awards.

## Palmarès

### Années 1990
- 1990 : Diana Rigg dans Mother Love
  - Peggy Ashcroft dans She's Been Away
  - Judi Dench dans Mauvaises Fréquentations
  - Gwen Taylor dans A Bit of a Do
- 1991 : Geraldine McEwan dans Oranges Are Not the Only Fruit
  - Emily Aston dans Oranges Are Not the Only Fruit
  - Charlotte Coleman dans Oranges Are Not the Only Fruit
  - Susannah Harker dans House of Cards
- 1992 : Helen Mirren dans Suspect numéro 1 (Prime Suspect)
  - Lindsay Duncan dans G.B.H.
  - Prunella Scales dans A Question of Attribution
  - Zoe Wanamaker dans Prime Suspect
- 1993 : Helen Mirren dans Suspect numéro 1 (Prime Suspect 2)
  - Maggie Smith dans Memento Mori
  - Juliet Stevenson dans A Doll's House
  - Zoe Wanamaker dans Love Hurts (en)
- 1994 : Helen Mirren dans Suspect numéro 1 (Prime Suspect 3)
  - Olympia Dukakis dans Armistead Maupins Tales of the City
  - Siobhan Redmond dans Between the Lines
  - Julie Walters dans Wide-Eyed and Legless
- 1995 : Juliet Aubrey dans Middlemarch
  - Siobhan Redmond dans Between the Lines
  - Geraldine Somerville dans Cracker
  - Victoria Wood dans Pat and Margaret
- 1996 : Jennifer Ehle dans Orgueil et Préjugés (Pride and Prejudice)
  - Geraldine James dans Band of Gold
  - Helen Mirren dans Suspect numéro 1 (Prime Suspect 4)
  - Juliet Stevenson dans The Politician's Wife
- 1997 : Gina McKee dans Our Friends in the North
  - Alex Kingston dans Moll Flanders
  - Helen Mirren dans Suspect numéro 1 (Prime Suspect 5)
  - Pauline Quirke dans The Sculptress
  - 1998 : Daniela Nardini dans La Vie en face (This Life)
  - Francesca Annis dans Reckless
  - Kathy Burke dans Tom Jones
  - Miranda Richardson dans A Dance to the Music of Time
  - 1999 : Thora Hird dans Talking Heads: Waiting For The Telegram
  - Francesca Annis dans Reckless
  - Natasha Little dans Vanity Fair
  - Joanna Lumley dans A Rather English Marriage

### Années 2000
- 2000 : Thora Hird dans Lost for Words
  - Francesca Annis dans Wives and Daughters
  - Lindsay Duncan dans Shooting the Past
  - Maggie Smith dans David Copperfield
- 2001 : Judi Dench dans The Last of the Blonde Bombshells
  - Geraldine James dans The Sins
  - Amanda Redman dans At Home with the Braithwaites
  - Fay Ripley dans Cold Feet : Amours et petits bonheurs (Cold Feet)
  - Alison Steadman dans Fat Friends
- 2002 : Julie Walters dans My Beautiful Son
  - Lindsay Duncan dans Perfect Strangers
  - Sheila Hancock dans The Russian Bride
  - Lesley Sharp dans Bob et Rose (Bob & Rose)
- 2003 : Julie Walters dans Murder
  - Sheila Hancock dans Bedtime
  - Jessica Hynes dans Tomorrow La Scala!
  - Vanessa Redgrave dans The Gathering Storm
- 2004 : Julie Walters dans The Canterbury Tales
  - Gina McKee dans The Lost Prince
  - Helen Mirren dans Suspect numéro 1 (Prime Suspect 6)
  - Miranda Richardson dans The Lost Prince
- 2005 : Anamaria Marinca dans Sex Traffic
  - Brenda Blethyn dans Belonging
  - Anne-Marie Duff dans Shameless
  - Lia Williams dans May 33rd
- 2006 : Anna Maxwell Martin dans Bleak House
  - Gillian Anderson dans Bleak House
  - Lucy Cohu dans The Queen's Sister
  - Anne-Marie Duff dans Shameless
- 2007 : Victoria Wood dans Housewife, 49
  - Anne-Marie Duff dans The Virgin Queen
  - Samantha Morton dans Longford
  - Ruth Wilson dans Jane Eyre
- 2008 : Eileen Atkins pour le rôle de Deborah Jenkyns dans Cranford
  - Judi Dench pour le rôle de Miss Matty dans Cranford
  - Gina McKee pour le rôle de Jan Parr dans The Street
  - Kierston Wareing pour le rôle d'Angela dans It's a Free World!
- 2009 : Anna Maxwell Martin pour le rôle de N dans Poppy Shakespeare
  - June Brown pour le rôle de Dot dans EastEnders
  - Maxine Peake pour le rôle de Joan dans Hancock and Joan
  - Andrea Riseborough pour le rôle de Margaret Thatcher dans The Long Walk to Finchley

### Années 2010
- 2010 : Julie Walters pour le rôle de Mo Mowlam dans Mo
  - Helena Bonham Carter pour le rôle de Enid Blyton dans Enid
  - Sophie Okonedo pour le rôle de Winnie Mandela dans Mrs Mandela
  - Julie Walters pour le rôle du Dr Anne Turner dans A Short Stay In Switzerland
- 2011 : Vicky McClure pour le rôle de Lol dans This Is England '86
  - Anna Maxwell Martin pour le rôle de Sarah Burton dans South Riding
  - Natalie Press pour le rôle de Paula Clennell dans Five Daughters
  - Juliet Stevenson pour le rôle de dans Accused
- 2012 : Emily Watson pour le rôle de Janet Leach dans Une femme de confiance
  - Romola Garai pour le rôle de Sugar dans The Crimson Petal and the White
  - Nadine Marshall pour le rôle de Sarah Burton dans Random
  - Vicky McClure pour le rôle de Lol dans This Is England '88
- 2013 : Sheridan Smith pour le rôle de Charmian Biggs dans Mrs Biggs
  - Anne Reid pour le rôle de Celia Dawson dans Last Tango in Halifax
  - Rebecca Hall pour le rôle de Sylvia Tietjens dans Parade's End
  - Sienna Miller pour le rôle de Tippi Hedren dans The Girl
- 2014 : Olivia Colman pour le rôle d'Ellie Miller dans Broadchurch
  - Helena Bonham Carter pour le rôle d'Elizabeth Taylor dans Burton & Taylor
  - Kerrie Hayes pour le rôle d'Esther Price dans The Mill
  - Maxine Peake pour le rôle de Grace Middleton dans The Village
- 2015 : Georgina Campbell pour le rôle d'Ashley Jones dans Murdered by My Boyfriend
  - Keeley Hawes pour le rôle de Lindsay Denton dans Line of Duty
  - Sarah Lancashire pour le rôle de Catherine Cawood dans Happy Valley
  - Sheridan Smith pour le rôle de Cilla Black dans Cilla
- 2016 : Suranne Jones pour le rôle de Gemma Foster dans Doctor Foster
  - Claire Foy pour le rôle d'Anne Boleyn dans Wolf Hall
  - Ruth Madeley pour le rôle d'Anna Howard dans Don't Take My Baby
  - Sheridan Smith pour le rôle de Lisa Lynch dans The C-Word
- 2017 : Sarah Lancashire pour le rôle de Catherine Cawood dans Happy Valley
  - Nikki Amuka-Bird pour le rôle de Natalie Blake dans NW
  - Jodie Comer pour le rôle d'Ivy Moxam dans Thirteen
  - Claire Foy pour le rôle d'Élisabeth II dans The Crown
- 2018 : Molly Windsor pour le rôle de Hlly Winshaw dans Three Girls
  - Claire Foy pour le rôle de Élisabeth II dans The Crown
  - Sinead Keenan pour le rôle de Melanie Jones dans Little Boy Blue
  - Thandie Newton pour le rôle de Roseanne "Roz" Huntley dans Line of Duty
- 2019 : Jodie Comer pour le rôle de Villanelle / Oksana Astankova dans Killing Eve
  - Keeley Hawes pour le rôle de Julia Montague dans Bodyguard
  - Sandra Oh pour le rôle de Eve Polastri dans Killing Eve
  - Ruth Wilson pour le rôle de Alison Wilson dans Mrs Wilson

### Années 2020
- 2020 : Glenda Jackson pour le rôle de Maud Horsham dans Elizabeth is Missing
  - Samantha Morton pour le rôle de Kirsty dans I Am Kirsty
  - Jodie Comer pour le rôle de Villanelle / Oksana Astankova dans Killing Eve
  - Suranne Jones pour le rôle d'Anne Lister dans Gentleman Jack
- 2021 : Michaela Coel pour le rôle d'Arabella Essiedu dans I May Destroy You
  - Daisy Edgar-Jonespour le rôle de Marianne Sheridan dans Normal People
  - Billie Piper pour le rôle de Suzie Pickles dans I Hate Suzie
  - Hayley Squires pour le rôle de Hayley Burrows / Jolene Dollar dans Adult Material
  - Jodie Comer pour le rôle de Villanelle / Oksana Astankova dans Killing Eve
  - Letitia Wright pour le rôle de Altheia Jones-LeCointe dans Small Axe (Mangrove)
- 2022 : Jodie Comer pour le rôle de Sarah dans Help
  - Kate Winslet pour le rôle de Marianne "Mare" Sheehan dans Mare of Easttown
  - Lydia West pour le rôle de Jill Baxter dans It's A Sin
  - Niamh Algar pour le rôle de Sadie Byrne / Lizzie James dans Deceit (en)
  - Emily Watson pour le rôle du Dr Emma Robertson dans Des liens trop étroits (Too Close)
  - Denise Gough pour le rôle de Connie Mortensen dans Des liens trop étroits (Too Close)
- 2023 : Kate Winslet pour le rôle de Ruth dans I Am Ruth
  - Sarah Lancashire pour le rôle de Julia Child dans Julia
  - Vicky McClure pour le rôle de Stella Tomlinson dans Without Sin
  - Maxine Peake pour le rôle de Anne Williams dans Anne
  - Billie Piper pour le rôle de Suzie Pickles dans I Hate Suzie Too
  - Imelda Staunton pour le rôle de la reine Élisabeth II dans The Crown

## Statistiques

### Nominations multiples
7 : Judi Dench, Julie Walters
6 : Francesca Annis, Helen Mirren
4 : Peggy Ashcroft, Geraldine James, Maggie Smith
3 : Jodie Comer, Anne-Marie Duff, Lindsay Duncan, Claire Foy, Thora Hird, Celia Johnson, Glenda Jackson, Gemma Jones, Sarah Lancashire, Rosemary Leach, Vicky McClure, Gina McKee, Anna Maxwell Martin, Miranda Richardson, Sheridan Smith, Juliet Stevenson, Gwen Watford, Billie Whitelaw, Kate Winslet
2 : Eileen Atkins, Helena Bonham Carter, Claire Bloom, Cheryl Campbell, Annette Crosbie, Claire Foy, Joan Hickson, Penelope Keith, Catherine Lacey, Jane Lapotaire, Maxine Peake, Virginia McKenna, Kate Nelligan, Vanessa Redgrave, Alison Steadman, Dorothy Tutin, Zoë Wanamaker, Victoria Wood

### Récompenses multiples
4 : Julie Walters
3 : Judi Dench, Thora Hird, Helen Mirren
2 : Peggy Ashcroft, Jodie Comer, Annette Crosbie, Catherine Lacey, Anna Maxwell Martin, Gwen Watford, Billie Whitelaw